# 23号牛乃唐
《23号牛乃唐》（英語：Sunny Girl No.23）是湖南广播电视台金鹰卡通卫视自制的原创3D动画。

## 主要人物
- 牛乃唐：牛乃唐的爸爸姓“牛”，妈妈姓“唐”，所以组成了她的名字“牛乃唐”[2]。8岁，上小学三年级，喜欢画画，她的学号是23号，在班上成绩中等，成绩一出来，妈妈经常给她算排名，排名在23左右[3]。她特别讨厌数学。
- 牛犇犇：3岁，幼儿园学生，牛乃唐的弟弟。
- 唐宛如：牛乃唐、牛犇犇的妈妈，36岁，公司行政主管。
- 牛大可：牛乃唐、牛犇犇的爸爸，38岁，设计师。
- 卓尔：8岁，小学三年级学生，牛乃唐的闺蜜，成绩优异，性格温柔文静。
- 杜晶晶：8岁，小学三年级学生。
- 李东一：8岁，小学三年级学生。
- 王呵呵：8岁，小学三年级学生，父母经营小卖部，性格非常调皮。

## 各集标题
| 总集数     | 集数       | 标题               | 首播日期       |
| 第一季     | 第一季     | 第一季             | 第一季         |
| ---------- | ---------- | ------------------ | -------------- |
| 第一集     | 第一集     | 有一个女孩叫牛乃唐 | 2020年3月1日   |
| 第二集     | 第二集     | 弟弟的礼物         | 2020年3月8日   |
| 第三集     | 第三集     | 最二运动员         | 2020年3月15日  |
| 第四集     | 第四集     | 童话数学题         | 2020年3月22日  |
| 第五集     | 第五集     | 伤心99             | 2020年3月29日  |
| 第六集     | 第六集     | 跳蚤市场           | 2020年4月5日   |
| 第七集     | 第七集     | 加班大作战         | 2020年4月12日  |
| 第八集     | 第八集     | 三个值日生         | 2020年4月19日  |
| 第九集     | 第九集     | 弟弟的翻翻书       | 2020年4月26日  |
| 第十集     | 第十集     | 树舞               | 2020年5月3日   |
| 第十一集   | 第十一集   | 迟到的作业         | 2020年5月10日  |
| 第十二集   | 第十二集   | 标准答案           | 2020年5月17日  |
| 第十三集   | 第十三集   | 课外班             | 2020年5月24日  |
| 第十四集   | 第十四集   | 特别的宠物         | 2020年5月31日  |
| 第十五集   | 第十五集   | 友情危机           | 2020年6月7日   |
| 第十六集   | 第十六集   | 爸爸助教           | 2020年6月14日  |
| 第十七集   | 第十七集   | 一日组长           | 2020年6月21日  |
| 第十八集   | 第十八集   | 手机使用公约       | 2020年6月28日  |
| 第十九集   | 第十九集   | 拉票的烦恼         | 2020年7月5日   |
| 第二十集   | 第二十集   | 妈妈的嫉妒         | 2020年7月12日  |
| 第二十一集 | 第二十一集 | 幸运钢笔           | 2020年7月19日  |
| 第二十二集 | 第二十二集 | 数学这天敌         | 2020年7月26日  |
| 第二十三集 | 第二十三集 | 植物角管理员       | 2020年8月2日   |
| 第二十四集 | 第二十四集 | 23号的烦恼         | 2020年8月9日   |
| 第二十五集 | 第二十五集 | 补牙记             | 2020年8月16日  |
| 第二十六集 | 第二十六集 | 玩出名堂           | 2020年8月23日  |
| 第二季     |            |                    |                |
| 第二十七集 | 第一集     | 怪味粽             | 2021年6月11日  |
| 第二十八集 | 第二集     | 爸爸的礼物         | 2021年6月18日  |
| 第二十九集 | 第三集     | 令人烦恼的吹牛     | 2021年6月25日  |
| 第三十集   | 第四集     | 我最怕打针了       | 2021年7月2日   |
| 第三十一集 | 第五集     | 家有捣蛋鬼         | 2021年7月9日   |
| 第三十二集 | 第六集     | 作文课疑云         | 2021年7月16日  |
| 第三十三集 | 第七集     | 严厉妈妈也可爱     | 2021年7月23日  |
| 第三十四集 | 第八集     | 办法总比困难多     | 2021年7月30日  |
| 第三十五集 | 第九集     | 真假专家           | 2021年8月6日   |
| 第三十六集 | 第十集     | 朗诵比赛           | 2021年8月13日  |
| 第三十七集 | 第十一集   | 转校生             | 2021年8月20日  |
| 第三十八集 | 第十二集   | 最好的礼物         | 2021年8月27日  |
| 第三十九集 | 第十三集   | 换同桌？           | 2021年9月3日   |
| 第四十集   | 第十四集   | 我家有怪兽         | 2021年9月10日  |
| 第四十一集 | 第十五集   | 我来回答           | 2021年9月17日  |
| 第四十二集 | 第十六集   | 妈妈学轮滑         | 2021年9月24日  |
| 第四十三集 | 第十七集   | 消失的小红旗       | 2021年10月1日  |
| 第四十四集 | 第十八集   | 假期的痛苦         | 2021年10月8日  |
| 第四十五集 | 第十九集   | 这都是误会         | 2021年10月15日 |
| 第四十六集 | 第二十集   | 你是我的责任       | 2021年10月22日 |
| 第四十七集 | 第二十一集 | 作业本不见了       | 2021年10月29日 |
| 第四十八集 | 第二十二集 | 零花钱风波         | 2021年11月5日  |
| 第四十九集 | 第二十三集 | 青青园中葵         | 2021年11月12日 |
| 第五十集   | 第二十四集 | 今天我当家         | 2021年11月19日 |
| 第五十一集 | 第二十五集 | 家务总动员         | 2021年11月26日 |
| 第五十二集 | 第二十六集 | 弟弟的道歉         | 2021年12月3日  |

## 制作人员

### 第一季
- 出品人：吕焕斌→张华立、余文珣
- 总监制：张华立→龚政文
- 总制片人：罗岚
- 制片人：彭爱群、陈嘉樱
- 监制：李祖仕、张翔、陈俊
- 执行制片人：项旭
- 导演：鞠远浩
- 总编剧：修婷、吴晓宇、李瑶琼
- 宣传推广：向果、王平萍、易宁、张夏、刘霈、项旭、黄毅
- 制片：黄俊、赵聚伟
- 编剧：赵佳琪、康静、孙明娟、杨洋、杨怿、张春凤
- 配音导演：刘洁
- 配音演员：张妮、刘洁、薛振华、赵天阳、薛安祺、孟宪、贾楠、秦瑞、毕婧、苏捷、李霞、郝帅、刘曼、刘亦凡、章一、小葵、邱晨、比十、周伟、辜恋恋
- 制作监制：谢钧、谢志芳
- 制作制片：毛如祥、谢姗姗、刘晶晶、赵牧耘
- 中期制片：董鑫月、顾天羽、蔡娜
- 执行导演：丁玮、黄韦中、陈墨白、张同帅
- 美术：张艳、王斌、率菲、周斌、贾思瑶、吴璟彤、魏尧、裴耍斐、张天宇、刘源源
- 分镜制片：徐青
- 分镜制作：蔡汀、李讲、熊钢
- ３Ｄ模型：郝广慧、戴益军、易全念、刘英、马龙、史陈玉、周兴兴、刘抑、熊飞、何俊、李寒、李聪、白杨、武子牛、温少波、赵超、朱成虎、杨东东、罗启航、马龙、陈英杰、汤尚、罗杰、闫讲瑞、魏少雄、傅存诏、陈雷、王玉清
- ３Ｄ绑定：李瑞鹏、萨力、代辉、冯大利、马爱强、齐宇
- ３Ｄ动画：柴鸣春、彭俊杰、林兑宣、刘乐怡、何文俊、王润鹏、王妍、韩硕、刘维维、林瀚辰、张土凯、滕艺、郑雯涛、李绍炎、刘显凤、聂冬、杜营利、王宗发、张汉、刘鹏、赵灵晓、刘晓豪、马爱强、郑青、王静静、梁田、郑海红、周梦琪、白银宝、郑晨伟、张翼、韩浩、盛雪丽、李美洁、张阳蜀琪、张阳闽童、张波、朱文瑾、陈力、孙悦、张笑晨、姜仁峰
- ３Ｄ灯光渲染：张磊、徐伟超、蒋天涯、谢琳琳、耿菲、盛亮亮、王程平、曹阳、于小博、吴桐、张晓燕、高敏、闫慧悦、李海欣、方真
- ３Ｄ特效：赵祖锋、刘洋、马仕春、纪红亮、冯琳、刘岩、郭玲、宋雄
- ２Ｄ合成：朱坚
- 剪辑：丁颂晨、刘宏宇、罗世明、顾伟健、季佳雯
- 音乐制作：薛振华、苏捷、赵翔
- 剪辑：李牧
- 音效制作：熊依娜、陈鹏飞
- 合成：熊依娜、薛振华
- 后期制作：长沙市猫盒子文化传媒有限公司
- 承制单位：湖南金鹰卡通传媒有限公司、苏州鸿鹰动画有限公司、北京迪生动画制作有限公司
- 鸣谢：长沙市芙蓉区育才小学（朱爱朝、王科文、张芳、黄慧荣、冯适、张健琴、廖娟、刘清华、黄鹂）、长沙市芙蓉区育英小学（周方苗、袁美娜、陈小林、王艳辉、张华兰、李佳佳）、秒懂百科（第十三～二十六集）※秒dong百科名义。
- 本作品著作权及全部动漫形象、动漫场景著作权，归湖南金鹰卡通传媒有限公司及深圳汉文唐传播有限公司共有
- 出品：湖南金鹰卡通传媒有限公司、深圳市汉文唐传播有限公司
- 发行许可证：（湘）动审字【2020】第003号
- 制作经营许可证编号：（湘）字第00013号

### 第二季
- 出品人：张华立、余文珣
- 总监制：龚政文
- 总制片人：罗岚
- 制片人：彭爱群、陈嘉樱
- 监制：李祖仕、张翔、谢斌
- 执行制片人：项旭
- 导演：鞠远浩
- 总编剧：熊熠、佟婷、任禹霏
- 宣传推广：向果、吴杰、王平萍、易宁、杨广木、周彪、刘霈
- 发行：曾祺、邵姝、王贞
- 制片：黄俊、曹钦、黄毅
- 编剧：龙逸、林冉冉、项硕、吴晓宇、孙明娟、康静、王文彪、朱敏、谢妮珊、张艺鸣、徐露、王芬
- 配音导演：刘洁
- 配音演员：张妮、刘洁、薛振华、赵天阳、薛安祺、孟宪、周佳汝、贾楠、秦瑞、毕婧、苏捷、李霞、刘曼、刘亦凡
- 制作监制：谢志芳、谢钧
- 制作制片：张晓燕、唐天舒、毛如祥、徐青
- 执行导演：陈墨白、张同帅、丁玮、黄韦中
- 美术：王斌、贾思瑶、周斌、张天宇、魏尧、袁岺漾、王玉亭
- 分镜制作：王玉亭、王静静、于小博、蔡汀、夏刚、吴昊、蔡思思
- ３Ｄ模型：罗杰、魏少雄、魏敬鹏、戴益军、陈英杰、罗启航、杨冬冬、孙骑月、宋听、朱成虎、徐加宁、赵丁伟、雷超杰、汤尚、赵超、郝广慧、马龙、周兴兴、胡琳琳、何俊、易全念
- ３Ｄ绑定：齐宇、赵灵晓、吕玉岭、李瑞鹏、王友后、胡娜娜
- ３Ｄ动画：赵灵晓、张正源、刘晓豪、郑青、梁田、张弛、孙冬冬、白银宝、郑晨伟、韩浩、李美洁、朱文瑾、高鑫、韩震、成玉莲、李伟、刘维维、齐欣飞、周晓娟、朱玉凤、杨震
- ３Ｄ灯光渲染：王洪振、吴桐、张付敏、刘业端、郭强、吕玉岭、霍成刚、盛亮亮、王程平、曹阳、王锟锟、徐伟超、庄伟光、张磊、蒋天涯
- ３Ｄ特效：冯琳、刘岩、赵祖锋、纪红亮、刘洋、马仕春、闫立博
- 剪辑：刘宏宇、罗世明、杨帆、施俊义
- 音乐制作：薛振华、苏捷、赵翔
- 剪辑：李牧
- 音效制作：熊依娜、陈鹏飞
- 合成：熊依娜、薛振华
- 后期制作：长沙市猫盒子文化传媒有限公司
- 承制单位：湖南金鹰卡通传媒有限公司、北京迪生动画制作有限公司、苏州鸿鹰动画有限公司
- 鸣谢：长沙市芙蓉区育才小学（朱爱朝、王科文、张芳、黄慧荣、冯适、张健琴、廖娟、刘清华、黄鹂）、长沙市芙蓉区育英小学（周方苗、袁美娜、陈小林、王艳辉、张华兰、李佳佳）、株洲市芦淞区何家坳枫溪学校（言格、文韧、段玉洁、黄中）
- 本作品著作权及全部动漫形象动漫场景著作权归湖南金鹰卡通传媒有限公司及深圳汉文唐传播有限公司共有
- 出品：湖南金鹰卡通传媒有限公司、深圳市汉文唐传播有限公司
- 发行许可证：（湘）动审字【2021】第002号
- 制作经营许可证编号：（湘）字第00013号

## 主题曲
片头曲《我是牛乃唐》
音乐制作人：曹登昌／词：依拜维吉、张亮／曲：曹登昌／编曲：林亭予／演唱：何羿霏／混音工程：上海珮竣诠释音乐
片尾曲《快乐童年》
音乐制作人：曹登昌／词：依拜维吉／曲：曹登昌／编曲：吴思毅／演唱：夏侯钰涵／混音工程：上海珮竣诠释音乐